# Kraftwerk Schaffhausen
Das Kraftwerk Schaffhausen ist ein Laufwasserkraftwerk am Rhein bei Schaffhausen. Es wurde in den Jahren 1961 bis 1967 als Ersatz für den fast 100 Jahre alten Moserdamm erbaut und ist das höchstgelegene Kraftwerk am Hochrhein.

## Kraftwerk

### Maschinenhaus und Stauwehr

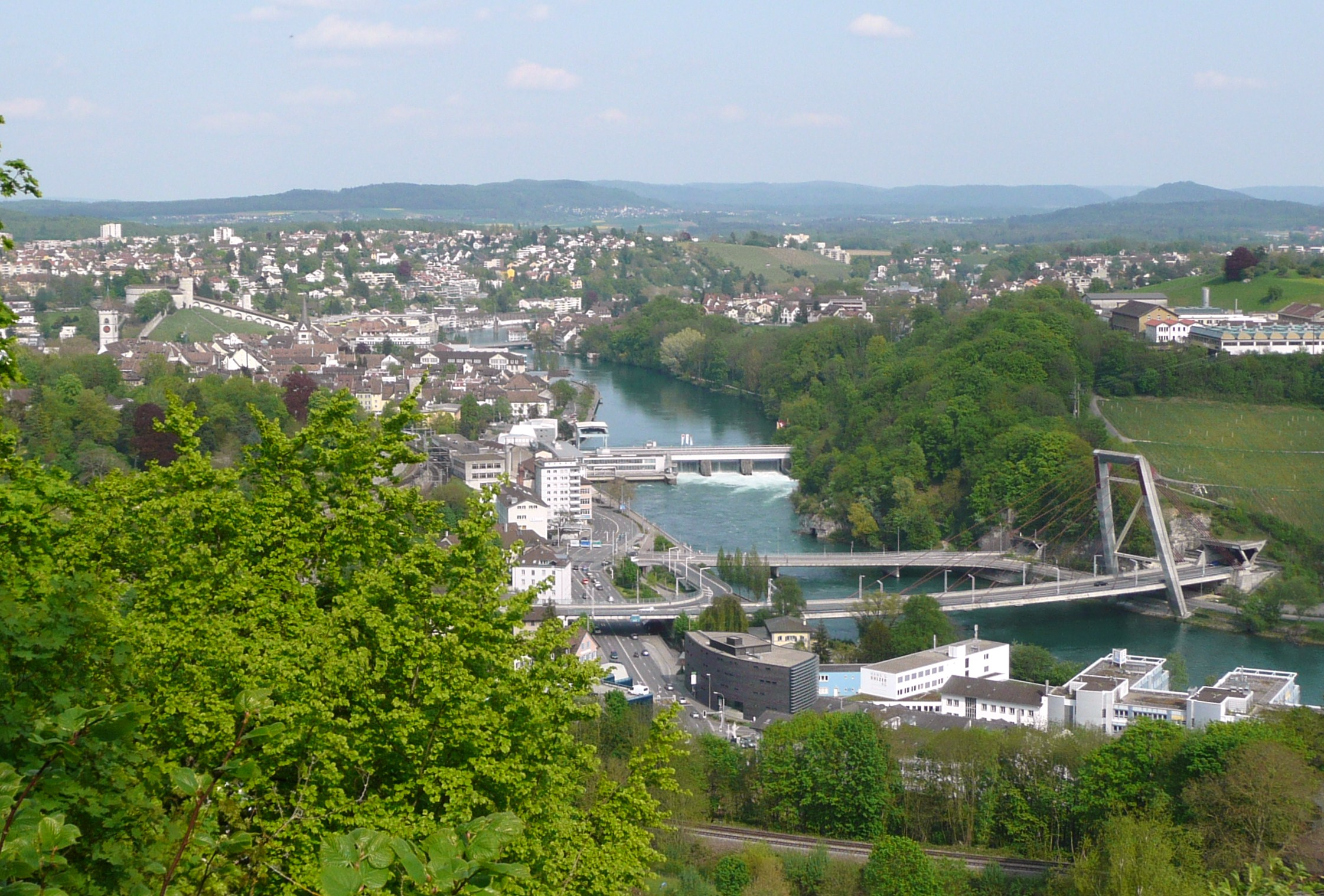
Blick von der Hohfluh auf das Kraftwerk
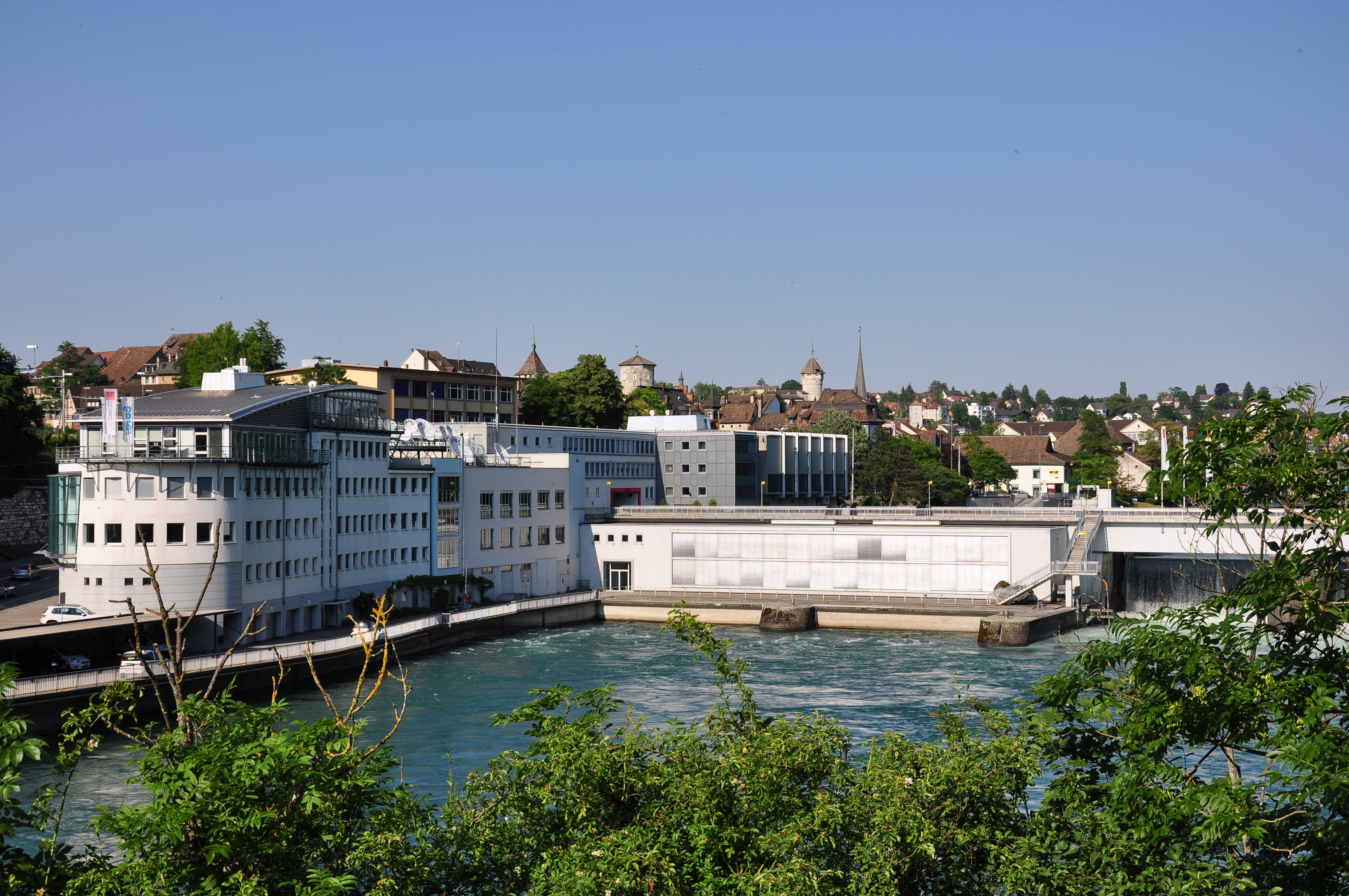
Das Maschinenhaus
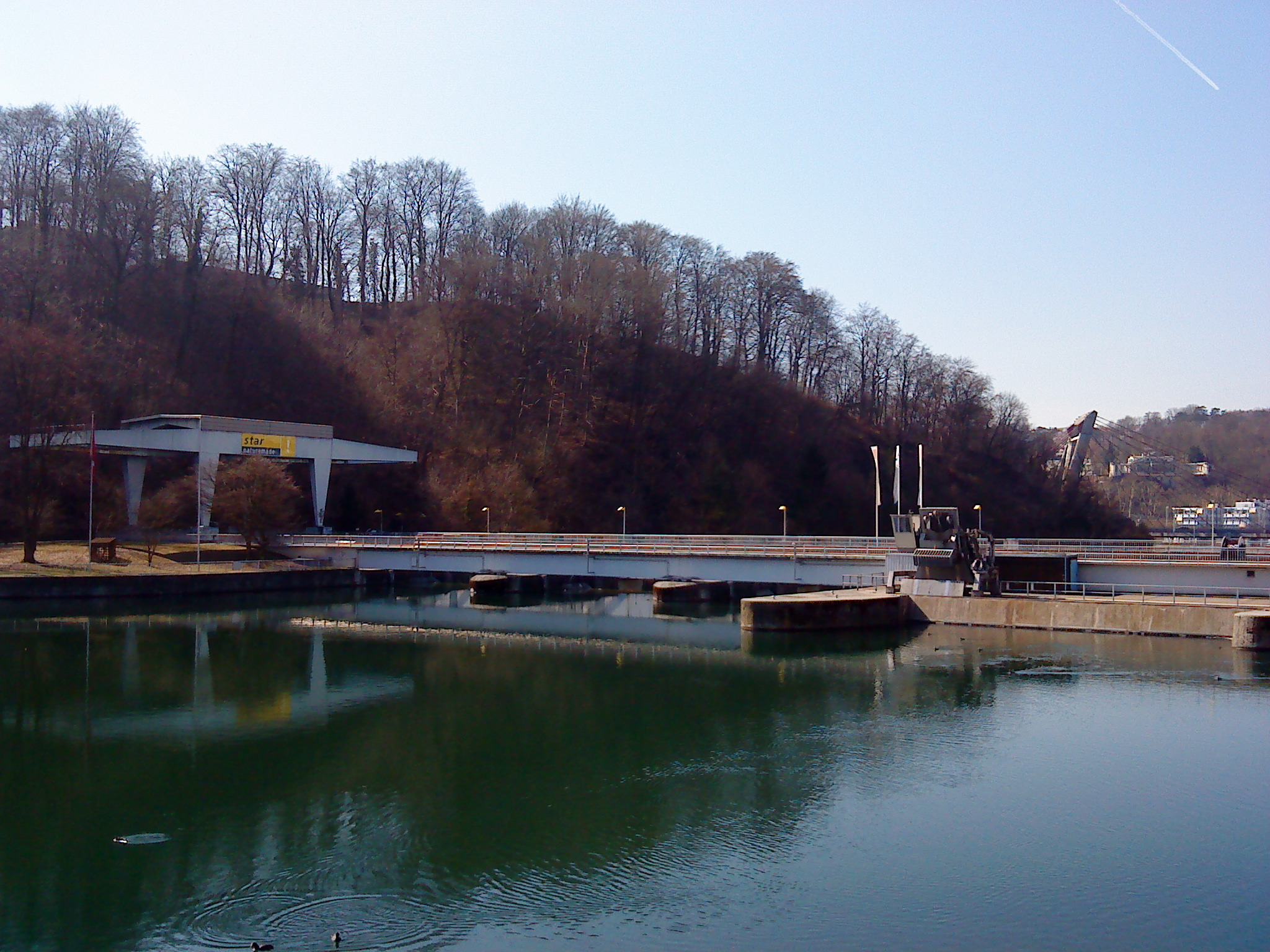
Oberwasser

Das flache Maschinenhaus beherbergt zwei Maschinensätze. Der Portalkran mit einer Tragkraft von 120 Tonnen wird für Montage- und Revisionsarbeiten an den Maschinensätzen und am Stauwehr verwendet. Das Nutzwasser wird durch die Einlaufrechen und Einlaufspiralen zu den beiden Kaplanturbinen geleitet. Nach den Turbinen fliesst das Wasser durch Saugrohre in das Unterwasser aus. Für Revisionsarbeiten können mit Hilfe des Portalkrans metallene Dammbalken vor dem Einlaufrechen und beim Saugrohraustritt gesetzt werden. Dadurch kann der Baukörper nach dem Auspumpen des Restwassers begangen werden. Das anfallende Schwemmholz wird mit Hilfe einer automatischen Rechenreinigungsmaschine durch Spülrinnen in Mulden gefördert.
Die beiden Turbinen-Generatoreneinheiten mit je 19'650 PS/18'000 kVA sind im flachen Maschinenhaus untergebracht. Sie arbeiten in Blockschaltung auf 20'000-kVA-Dreiwicklungs-Reguliertransformatoren 10/10/110 kV. Die erzeugte Energie wird je nach Leistung und Bedarf in das Netz des Elektrizitätswerks der Stadt Schaffhausen oder in die Verteilnetze der Axpo AG (bis Oktober 2009 Nordostschweizerische Kraftwerke AG, NOK) eingespeist.
Das Stauwehr besteht aus drei je 15 m breiten Öffnungen. Dazwischen stehen zwei je 4,2 m breite und 9,0 m hohe Pfeiler aus Stahlbeton, die auf einem 4,0 m dicken Fundament ruhen. Die Verschlusshöhe beträgt 7,1 m. In die Wehröffnungen sind ölhydraulisch angetriebene Segmentschütze mit Klappen eingebaut. Die Steuerung des Stauwehrs erfolgt automatisch. Über das Stauwehr führt ein öffentlicher Fussweg.

### Staustrecke und Hochwasserschutz
Das Kraftwerk staut den Rhein auf eine Höhe von exakt 390,8 m ü. M. (Feuerthaler Brücke). Dieser Wert wird auf den Zentimeter genau das ganze Jahr eingehalten. Der Rückstau reicht bei Niederwasser bis oberhalb, bei Hochwasser bis unterhalb des rund 10 km entfernten Diessenhofen. Das Kraftwerk Schaffhausen übt somit keinen Einfluss auf den Wasserstand des Untersees oder gar des Bodensees aus.
Im langjährigen Mittel beträgt die Jahresabflussmenge des Rheins 370 m³/s, bei Niederwasser beträgt sie 100 m³/s. Bei Hochwasser wie im Jahre 1999 liegt die Abflussmenge bei über 1200 m³/s. Die Staustufe ist auf eine Maximalabflussmenge von 1250 m³/s dimensioniert. 
Bis zum Bau des Kraftwerks wurden besonders die Unterstadt und das Gebiet Fischerhäusern regelmässig überschwemmt. Diese Gefahr konnte vollständig gebannt werden.

### Umweltschutzmassnahmen
Auf der linken Uferseite gibt es eine Fischtreppe. Die genutzte Rheinstrecke von 13,6 km reicht gemäss Konzession vom Rheinfall bis über Diessenhofen. In diesem Gebiet ist die Kraftwerkbetreiberin für den Uferschutz verantwortlich. In den letzten Jahren wurden an mehreren Stellen Ufermauern abgebaut und die Ufer renaturiert.

## Planung
Bereits nach dem Zweiten Weltkrieg war klar, dass der alte Moserdamm trotz steten Kapazitätssteigerungen der immer grösser werdenden Stromnachfrage der wachsenden Stadt und Industrie nicht mehr gewachsen war. Der Stadtrat begann deshalb 1946 unter der Leitung des Stadtpräsidenten Walther Bringolf mit der Projektierungsphase. Das Kraftwerk wurde zusammen mit der Nordostschweizerische Kraftwerke AG (NOK) geplant. Während des Abstimmungskampfs wurde die Partnerschaft heftig kritisiert. Das Projekt drohte fast daran zu scheitern. Trotz dem erbitterten Abstimmungskampf entschied sich das Stimmvolk 1957 mit 4106 zu 1932 Stimmen für den Bau des neuen Kraftwerks. Am 1. Juli wurde das Konzessionsgesuch beim Bundesrat eingereicht. Am 24. Juni 1960 erteilte dieser die Konzession für den Bau und Betrieb des Grenzkraftwerks Schaffhausen. Das Landratsamt Konstanz hatte bereits am 29. Februar die deutsche Konzession erteilt. Beide Konzessionen wurden für 80 Jahre ab Inbetriebnahme des Kraftwerks festgesetzt.
Für den Bau wurde am 19. Juli 1960 die Kraftwerk Schaffhausen AG mit einem Aktienkapital von CHF 10 Mio. gegründet. Die Stadt Schaffhausen beteiligte sich mit 50 %, die Nordostschweizerische Kraftwerke AG (NOK) mit 30 % und der Kanton Schaffhausen mit 20 %.

## Bau
Für den Bau mussten der alte Moserdamm sowie die Stromschnellen beseitigt werden. Die Bauarbeiten schritten zügig voran. Bereits am 30. November 1963 erzeugte das neue Kraftwerk den ersten Strom. Das gesamte Bauwerk wurde dann 1967 vollendet. Die Baukosten beliefen sich auf ca. CHF 90 Mio.
Die neu entstandene Staustrecke erforderte umfassende Anpassungen an den Ufern. Zur gleichen Zeit wurden deshalb die Rheinuferstrasse, die neue Rheinbrücke, die Schifflände sowie die Uferpromenade Lindli nach Stemmer gebaut. Für die nötigen Aufschüttungen wurde Abbaumaterial aus dem ebenfalls gleichzeitig gebauten Industriegebiet Herblingertal verwendet. Der Rhein wurde bei Schaffhausen dadurch um einige Meter schmaler.

## Nachrüstungen und Revisionen
In den Jahren 1993 bis 1997 wurden sämtliche Leit- und Steuersysteme inklusive der zentralen Leitstelle mit einem Kostenaufwand von ca. CHF 30 Mio. modernisiert.
Nach über 40 Jahren Betriebsdauer, also der Hälfte der Konzessionsdauer, wurde in den Jahren 2006 bis 2008 an den beiden Maschinengruppen eine Grossrevision durchgeführt. Mit Hilfe des grossen Laufkrans wurden beide je 64 Tonnen schweren Turbinen aus ihren 15 Meter tiefen Schächten herausgehoben und zur Revision in eine Spezialfabrik nach Deutschland transportiert. Auch die je 108 Tonnen schweren Generatoren und die Einlaufrechen wurden revidiert. Die Revisionsarbeiten kosteten rund CHF 14 Mio.

## Ausbauidee
Technisch wäre es mit vergleichsweise geringem Aufwand möglich, die Leistung des Kraftwerks zu erhöhen. Würde im Winter, wenn der Rhein sowieso wenig Wasser führt, dieser um 20 bis 30 Zentimeter höher gestaut, könnte die Leistung des Kraftwerks um bis zu 5 % erhöht werden. Dies entspräche einer Leistungssteigerung im Umfang von ca. acht bis zehn Millionen kWh, so viel wie der Jahresverbrauch von 1600 Einfamilienhäusern. Für den Höherstau müssten die Ufer im Bereich der Staustrecke angepasst werden. 
Der Leistungssteigerung stehen derzeit noch einige rechtliche Hürden im Weg. Die beiden Konzessionen müssten angepasst werden. Ausserdem verbietet Artikel 19 des Wasserwirtschaftsgesetzes des Kantons Schaffhausen ausdrücklich eine bessere technische Ausnützung der Wasserkraft. Auch die Auswirkungen auf die Umwelt müssten vorgängig abgeklärt werden. Stadt und Kanton Schaffhausen sowie die Betreibergesellschaft zeigen sich interessiert.

## Pumpspeicherwerk Engeweiher
In den Jahren 1907 bis 1909 wurde oberhalb der Stadt in Richtung Randen das Pumpspeicherwerk Engeweiher erbaut. Es war das erste Speicherkraftwerk der Schweiz. Der Bau erfolgte mehrheitlich in Handarbeit. Während der Nacht wird mit überschüssigem Strom über eine 2'200 m lange Druckleitung Rheinwasser in das 144 Meter höher gelegene Becken gepumpt. In Spitzenzeiten wird das Wasser wieder in den Rhein abgelassen und mittels einer Francis-Turbine Strom produziert. Der Weiherinhalt beträgt 90'000 m³, davon sind 70'000 m³ für die Stromproduktion nutzbar. Die Nennleistung beträgt 5'000 kW. Der Wirkungsgrad liegt bei 65 %. Zwischen 1991 und 1993 wurden das Becken sowie die Druckleitung umfassend erneuert. Im Sommer 2011 wurden Turbine und Generator saniert, und der Weiher wurde ausgebessert.
1962 wurde vom damaligen Fischereiaufseher ein bei Ermatingen gefangener Wels im Engeweiher ausgesetzt. 1998 mass das Tier 165 Zentimeter und war 50 Pfund schwer. Das Tier starb im März 2002 nach schätzungsweise 60 Lebensjahren an Altersschwäche.
Zwischen 1925 und 1965 diente der Engeweiher dem Schaffhauser Schwimmclub als Trainingsbecken.
Auf der Landeskarte der Schweiz ist der Weiher (seit der Umstellung der Flurnamen auf Mundart) in der Schreibweise «Ängiwäier» bezeichnet (Stand Mai 2024).